# نظرية احتمالية

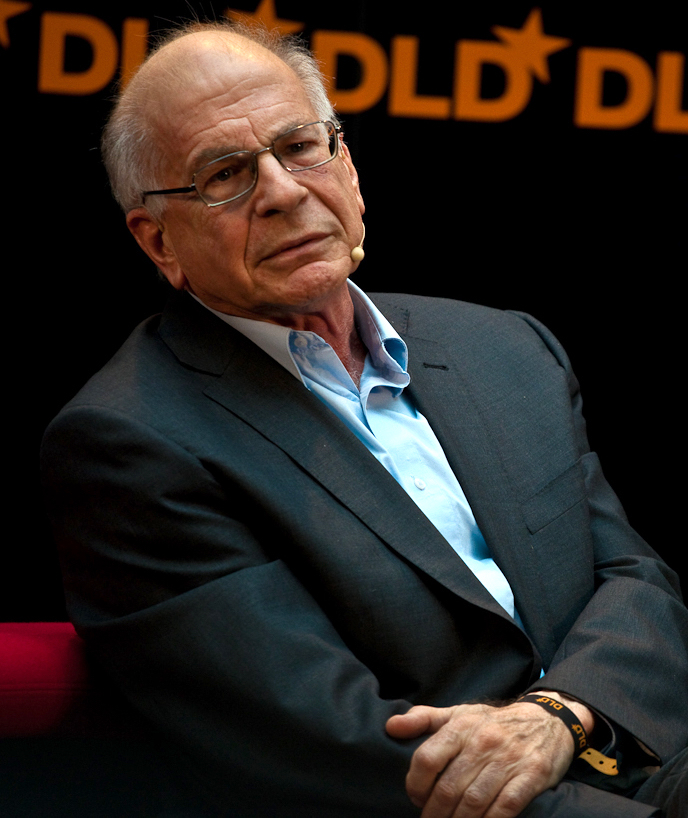
دانيال كانيمان، الذي فاز بجائزة نوبل التذكارية في الاقتصاد لعام 2002 لعمله في تطوير نظرية الاحتمالات.

النظرية الاحتمالية (بالإنجليزية: Prospect theory) هي نظرية اقتصادية طورها دانييل كانيمان وآموس تفيرسكي في عام 1979. وتتحدى نظرية المنفعة المتوقعة، التي طورها جون فون نيومان وأوسكار مورجنسترن في عام 1944، حيث حصل دانيال كانيمان على جائزة نوبل التذكارية في الاقتصاد عام 2002. وهي نظرية التأسيسية للاقتصاد السلوكي والتمويل السلوكي، وتشكل واحدة من النظريات الاقتصادية الأولى التي تم إنشاؤها باستخدام الأساليب التجريبية.
استنادًا إلى نتائج الدراسات الخاضعة للرقابة، تنص النظرية على أن القيم الفردية فيما يتعلق بالأرباح والخسائر تكون بالمقارنة مع نقطة مرجعية. باعتماد معطيات من علم النفس، فإن ذلك يساعد على تفسير بعض الحالات الشاذة بما في ذلك الاختلافات فيما يتعلق بالاستعداد للدفع والاستعداد للقبول. وهذا يتناقض مع الافتراض الاقتصادي الذي يقول بأن الأفراد يسعون لتعظيم المنفعة. ما يهم هو النقطة المرجعية التي تقاس المكاسب والخسائر على أساسها. وتقترح النظرية أيضًا أن تكون قيم الانحرافات السلبية عن النقطة المرجعية أكبر من القيم الموضوعة للانحرافات الإيجابية. وتقدر قيمة المكاسب أقل من الخسائر. كما أن الطريقة التي يتم بها تأمين المكاسب والخسائر مهمة جدا.
فهي إذًا، تصف كيفية تقييم الأفراد بطريقة غير متكافئة لخسارتهم وكسب وجهات نظرهم. على سبيل المثال، بالنسبة لبعض الأفراد، لا يمكن تعويض الألم الناتج عن خسارة 1000 دولار إلا من خلال متعة كسب 2000 دولار. وبالتالي، على عكس نظرية المنفعة المتوقعة ، التي تشكل نموذجًا للقرار الذي سيتخذه وكلاء عقلانيون تمامًا، تهدف نظرية الاحتمالات إلى وصف السلوك الفعلي للناس.
في الصيغة الأصلية للنظرية ، يشير مصطلح احتمال إلى النتائج التي يمكن التنبؤ بها لليانصيب. ومع ذلك، يمكن أيضًا تطبيق نظرية الاحتمالات على التنبؤ بأشكال أخرى من السلوكيات والقرارات.

## روابط خارجية
- مقدمة لنظرية البروسبكت
- نظرية إحتمالية